# Epistaurus aberrans
Epistaurus aberrans är en insektsart som beskrevs av Brunner von Wattenwyl 1893. Epistaurus aberrans ingår i släktet Epistaurus och familjen gräshoppor. Inga underarter finns listade i Catalogue of Life.